# ジェフ・ロック
- ジェフ・ロッキ
- ジェフ・ロッキー

ジェフリー・アラン・ロック（Jeffrey "Jeff" Alan Locke, 1987年11月20日 - ）は、アメリカ合衆国・ニューハンプシャー州キャロル郡ノース・コンウェイ出身の元プロ野球選手（投手）。左投左打。
"The Redstone Rocket"というあだ名で呼ばれている。

## 経歴

### プロ入りとブレーブス傘下時代
2006年のMLBドラフト2巡目（全体51位）でアトランタ・ブレーブスに指名され入団。
2007年11月にはベースボール・アメリカが選ぶブレーブスのプロスペクトトップ10の8位に、2008年には7位に選ばれた。

### パイレーツ時代
2009年6月3日にネイト・マクラウスとのトレードで、チャーリー・モートン、ゴーキース・ヘルナンデスと共にピッツバーグ・パイレーツへ移籍した。
2010年はA+級ブレイデントン・マローダーズとAA級アルトゥーナ・カーブでプレー。合わせて12勝5敗という成績を残した。
2011年1月にはベースボール・アメリカが選ぶパイレーツのプロスペクトトップ10の8位に選ばれた。
同年9月10日のフロリダ・マーリンズ戦でメジャーデビュー。
11月にはベースボール・アメリカが選ぶパイレーツのプロスペクトトップ10の10位に選ばれた。
2012年10月1日、古巣・ブレーブス戦に先発し、6回1失点に抑えメジャー初勝利をあげた。
2013年は開幕ローテーションに入り、前半戦は8勝2敗、防御率2.15の好成績を残し、MLBオールスターゲームに選出されたが、試合には出場しなかった。
後半に入ると打ち込まれるケースが目立ち、後半戦8試合で1勝2敗、防御率8.10と失速した。最終的には10勝をあげ、自身初の二桁勝利をあげた。しかし後半の不調もあり、ディビジョンシリーズのロースターからは外れた。
2014年3月29日に15日間の故障者リスト入りした。4月11日に故障者リストから外れ、AAA級インディアナポリス・インディアンスへ異動した。6月8日に本格的に先発ローテーションに復帰し、復帰後しばらくは好投した。最終的には21試合に先発登板し、防御率3.91・7勝6敗・WHIP1.27という成績を記録。序盤の離脱が影響して規定投球回には届かなかったが、2年連続で防御率4.00未満と勝ち越しをキープし、好投した。
2015年、30試合に先発登板して2年ぶりに規定投球回に復帰したが、やや精彩を欠いた。防御率4.49（3年ぶりの4.00超）・8勝11敗と負け越した。
2016年11月29日にDFAとなり、12月2日にFAとなった。

### マーリンズ時代
2016年12月12日にマイアミ・マーリンズと1年300万ドルで契約を結んだ。
2017年7月3日のセントルイス・カージナルス戦で22⁄3回で11失点で降板すると、翌4日にDFAとなり、7月9日に40人枠から外れる形でAAA級ニューオーリンズ・ベビーケークスに降格した。
2018年シーズンは肩関節唇の部分断裂のため出場しなかった。メジャーの複数球団からオファーがあったものの、完全に健康になるまで他球団と契約しないことを選んだ。

## 詳細情報

### 年度別投手成績
| 年 度    | 球 団    | 登 板 | 先 発 | 完 投 | 完 封 | 無 四 球 | 勝 利 | 敗 戦 | セ 丨 ブ | ホ 丨 ル ド | 勝 率 | 打 者 | 投 球 回 | 被 安 打 | 被 本 塁 打 | 与 四 球 | 敬 遠 | 与 死 球 | 奪 三 振 | 暴 投 | ボ 丨 ク | 失 点 | 自 責 点 | 防 御 率 | W H I P |
| -------- | -------- | ----- | ----- | ----- | ----- | -------- | ----- | ----- | -------- | ----------- | ----- | ----- | -------- | -------- | ----------- | -------- | ----- | -------- | -------- | ----- | -------- | ----- | -------- | -------- | ------- |
| 2011     | PIT      | 4     | 4     | 0     | 0     | 0        | 0     | 3     | 0        | 0           | .000  | 78    | 16.2     | 21       | 3           | 10       | 0     | 1        | 5        | 0     | 0        | 12    | 12       | 6.48     | 1.86    |
| 2012     | PIT      | 8     | 6     | 0     | 0     | 0        | 1     | 3     | 0        | 0           | .250  | 148   | 34.1     | 36       | 6           | 11       | 0     | 1        | 34       | 0     | 0        | 21    | 21       | 5.50     | 1.37    |
| 2013     | PIT      | 30    | 30    | 0     | 0     | 0        | 10    | 7     | 0        | 0           | .588  | 711   | 166.1    | 146      | 11          | 84       | 4     | 6        | 125      | 8     | 2        | 69    | 65       | 3.52     | 1.38    |
| 2014     | PIT      | 21    | 21    | 0     | 0     | 0        | 7     | 6     | 0        | 0           | .538  | 548   | 131.1    | 127      | 16          | 40       | 2     | 4        | 89       | 1     | 0        | 63    | 57       | 3.91     | 1.27    |
| 2015     | PIT      | 30    | 30    | 0     | 0     | 0        | 8     | 11    | 0        | 0           | .421  | 736   | 168.1    | 179      | 15          | 60       | 4     | 7        | 129      | 5     | 0        | 95    | 84       | 4.49     | 1.42    |
| 2016     | PIT      | 30    | 19    | 1     | 1     | 1        | 9     | 8     | 0        | 0           | .529  | 564   | 127.1    | 151      | 17          | 44       | 4     | 3        | 73       | 7     | 0        | 81    | 77       | 5.44     | 1.53    |
| 2017     | MIA      | 7     | 7     | 0     | 0     | 0        | 0     | 5     | 0        | 0           | .000  | 152   | 32.0     | 42       | 4           | 15       | 3     | 0        | 26       | 3     | 0        | 30    | 29       | 8.16     | 1.78    |
| MLB：7年 | MLB：7年 | 130   | 117   | 1     | 1     | 1        | 35    | 43    | 0        | 0           | .449  | 2937  | 676.1    | 702      | 72          | 264      | 17    | 22       | 481      | 24    | 2        | 371   | 345      | 4.59     | 1.43    |

### 年度別守備成績
| 年 度 | 球 団 | 投手（P） | 投手（P） | 投手（P） | 投手（P） | 投手（P） | 投手（P） |
| 年 度 | 球 団 | 試 合     | 刺 殺     | 補 殺     | 失 策     | 併 殺     | 守 備 率  |
| ----- | ----- | --------- | --------- | --------- | --------- | --------- | --------- |
| 2011  | PIT   | 4         | 0         | 5         | 0         | 0         | 1.000     |
| 2012  | PIT   | 8         | 2         | 2         | 0         | 1         | 1.000     |
| 2013  | PIT   | 30        | 15        | 30        | 1         | 0         | .978      |
| 2014  | PIT   | 21        | 4         | 14        | 0         | 1         | 1.000     |
| 2015  | PIT   | 30        | 7         | 25        | 0         | 1         | 1.000     |
| 2016  | PIT   | 30        | 2         | 18        | 2         | 1         | .909      |
| 2017  | MIA   | 7         | 0         | 2         | 0         | 0         | 1.000     |
| MLB   | MLB   | 130       | 30        | 96        | 3         | 4         | .977      |

- 各年度の太字はリーグ最高

### 獲得タイトル・表彰・記録
- MLBオールスターゲーム選出：1回（2013年）

### 背番号
- 61（2011年）
- 49（2012年 - 2016年）
- 31（2017年）